# Eugeniusz Geyer
Eugeniusz Adam Geyer, także Eugen Adam Geyer (ur. 28 września?/10 października 1849 w Łodzi, zm. 10 października 1928, tamże) – łódzki fabrykant.

## Życiorys
Eugeniusz Geyer urodził się w rodzinie fabrykanckiej jako syn przemysłowca – Ludwika Geyera. Był członkiem zarządu i inicjatorem (m.in. wraz z braćmi: Emilem i Ryszardem) założenia Łódzkiego Banku Kupieckiego, powstałego w 1897. Został prezesem rodzinnej spółki „L. Geyer Sp. Akc.” po śmierci brata – Emila Geyera – w 1910 i był nim do swojej śmierci w 1928 (zarządzanie firmą przejął wówczas jego bratanek – Robert Geyer). Również w 1910 został prezesem zarządu szpitala Anny Marii, obejmując to stanowisko po Emilu. Był przewodniczącym komitetu Szkoły Rzemiosł. Wraz z żoną był członkiem protektorem Towarzystwa Higieny Praktycznej im. Bolesława Prusa. Należał także do Towarzystwa Zachęty Sztuk Pięknych w Warszawie, gdzie był członkiem dożywotnim. Był także kolekcjonerem sztuki, w jego zbiorach znajdowały się:
- Martwa Natura autorstwa Józefa Kazimierza Bozdziecha,
- Pająk / Kobieta z pająkiem / Pajęczyna autorstwa Bolesława Niteckiego,
- Włoszka autorstwa Pantaleona Szyndlera[5].

Eugeniusz Geyer wybudował w 1902 willę przy ul. S. Przybyszewskiego 10 w Łodzi (tzw. Willę Eugeniusza Geyera), w której mieszkał wraz z rodziną. W 1910 zaś zakupił pałac w Siemienicach, w którym do swojej śmierci w 1920 administrował jego syn.

### Działalność charytatywna
Eugeniusz Geyer był członkiem Łódzkiego Chrześcijańskiego Towarzystwa Dobroczynności, był fundatorem szkoły i ochronki dla dzieci. W 1902 przekazał wraz z braćmi 10 tys. rubli na rozbudowę szpitala w Kochanówce. Finansował wraz z żoną przytułek położniczy. W 1922 przekazał Towarzystwu Rzemieślniczemu „Resursa” w Łodzi nieruchomość ul. Wodnej 34 w Łodzi, o wartości 400 tys. marek, zajmowaną przez zabudowania Szkoły Rzemiosł. W 1928 podarował działkę pod budowę kościoła dla Parafii Ewangelicko-Reformowana w Łodzi i przeznaczył na jego budowę 13 tys. zł. Jego żona – Jadwiga – stanęła na czele komitetu budowy kościoła.

### Życie prywatne
Eugeniusz Geyer był synem Ludwika Geyera i Emilii Szarlotty Karoliny z domu Türk, do jego rodzeństwa należeli inni fabrykanci: Ryszard, Gustaw i Emil Geyerowie.
Był mężem Jadwigi z d. Knoll (1862–1940), z którą miał troje dzieci:
- Stanisława Geyera, który dołączył do pułku ułanów i zginął w walce[7] w trakcie wojny polsko-bolszewickiej[6] 31 grudnia 1920[10],
- Anielę Annę Szarlotę Klawe (1890–1964) żonę Wacława Klawe,
- Marię Eugenię Łubieńską[10] (1896–1963[14]) żonę Zenona Łubieńskiego[15].

Eugeniusz Geyer spoczywa na ewangelickiej części Starego Cmentarza w Łodzi.